# 小平の里
小平の里（おだいらのさと）は、群馬県みどり市大間々町小平にある鍾乳洞、キャンプ場、親水公園からなる複合観光施設（自然体験施設）。

## 概略
1984年（昭和59年）、旧山田郡大間々町（現・みどり市）にかつてあった小平鍾乳洞の発掘調査を端に発し、その鍾乳洞を軸に公園整備を行って、1988年（昭和63年）に一般公開。東京から100km圏内という立地条件と里山の豊かな自然環境を活かし、憩いやすらぎを体感する緑豊かな場「自然と人とのふれあいの場」として、1993年（平成5年）に複合観光施設『小平の里』が総合オープンした。同施設の指定管理者を「小平の里施設管理委員会」が担当している。

## 主な施設
- 小平の里鍾乳洞公園
  - 狸穴亭 - 食事処。
  - ふれあいの館 - 農産物直売所（物産館）、管理事務所[4]。
  - 柏亭 - 饅頭販売。
  - 農産物生産加工所
  - 鍾乳洞
  - 湿性植物園
- 小平の里キャンプ場[5]
  - キャンプ場 - 大小バンガローやコテージ、貸テント、バーベキューハウスを備える。
  - 遊湯館 - 日帰り入浴施設。
- 小平の里親水公園
  - 親水公園
  - 野口水車保存館
  - 親水亭（管理棟）
  - ねむの木亭（売店）
- その他
  - 狸穴陶芸工房

## 小平鍾乳洞
小平鍾乳洞（おだいらしょうにゅうどう）は、群馬県みどり市の小平の里内にある鍾乳洞。隣接する小平湿性植物園と併せて『小平の里鍾乳洞公園』を形成している。

### 概要（鍾乳洞）
1874年（明治7年）2月8日、足尾銅山で用いる石灰石を採掘中に発見される。入洞料を徴収して一般公開するも、十年くらいで入口が原因不明のまま埋没してしまい、地元の有志で何回か探索を試みるが発見には至らなかった。1984年（昭和59年）、地元からの陳情を受けて、当時の大間々町が「岩屋参詣人名記」「岩穴くどき」など当洞の存在を裏づける古文書などをもとに発掘したところ、同年10月24日に入口を再発見する。明治大学地底研究部員によって内部を調査した結果、洞内の総延長が約93メートルあり鍾乳石のなかには、石筍やフローストーンのほか、日本の鍾乳洞の中でもあまり見られない、ヘリクタイト、ヘリグマイト、ボックスワークなど、非常に貴重な二次生成物があることが判明した。みどり市の山岳地帯が属する足尾山地では、コノドントが発見されたことから、当洞は中生代三畳紀を中心とする地質だと推測されている。洞内の気温は年間を通じて13度から15度と一定。規模は小さいが発見の経緯とともに、学術的にも貴重な鍾乳洞である。
1988年（昭和63年）1月20日、大間々町（現・みどり市）の天然記念物に指定。同年4月、約100年ぶりに当洞を再公開する。
入場券は隣接する小平湿生植物園と共通して販売され、植物園の見学も可能。

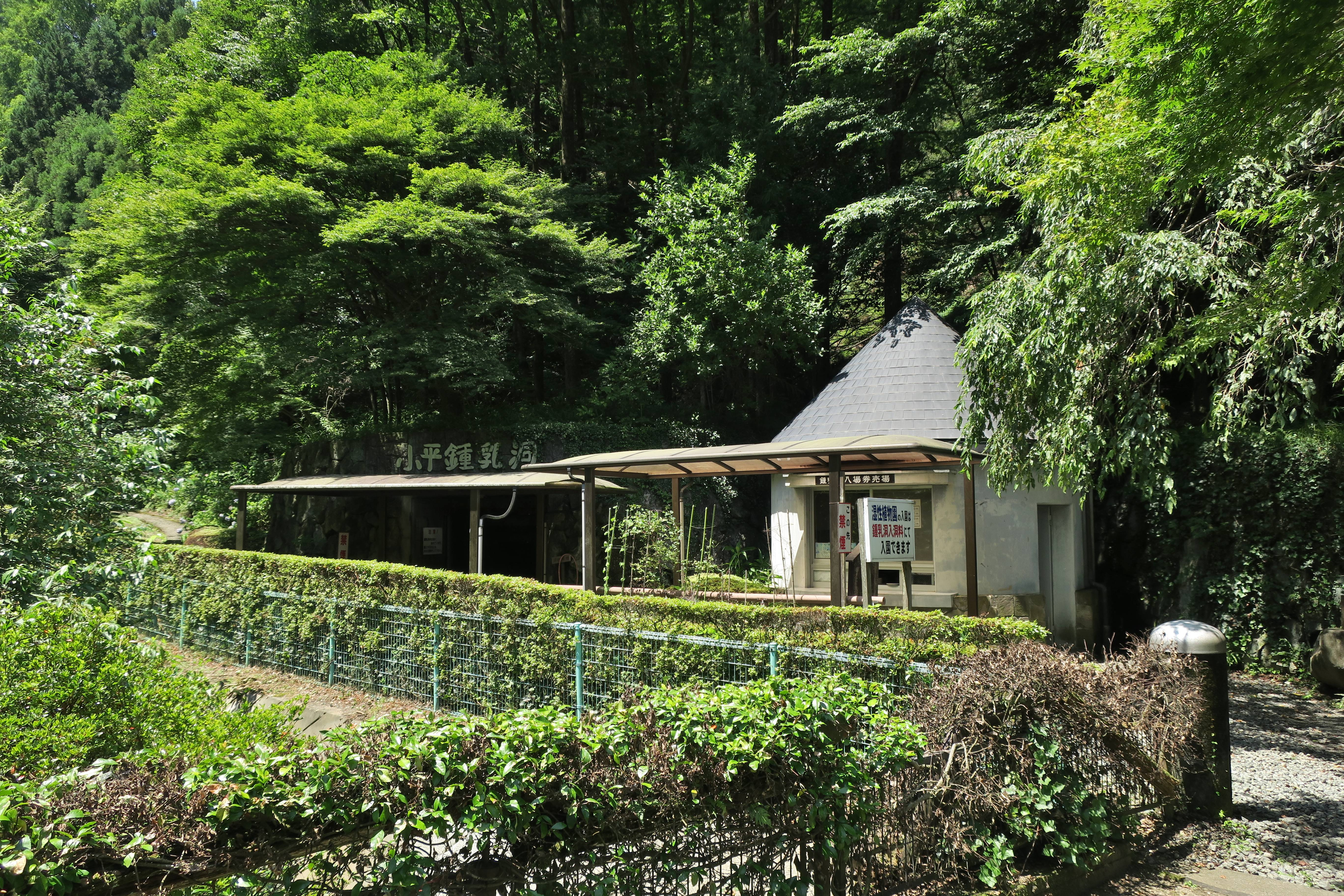
入場券売場
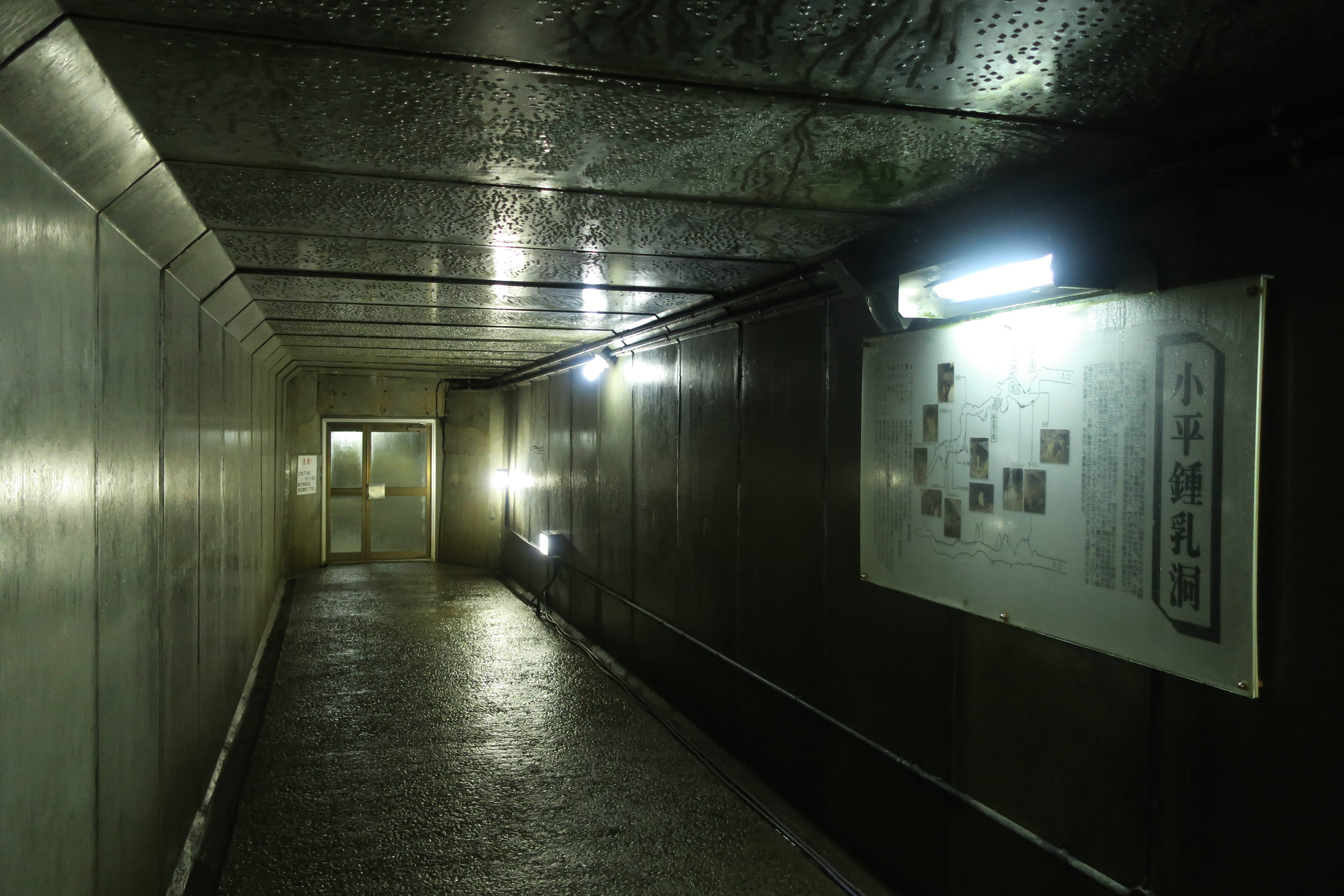
入口内部

### 小平湿性植物園
小平湿性植物園（おだいらしっせいしょくぶつえん）は小平の里鍾乳洞公園内にある植物園。小平鍾乳洞の出口付近に同植物園の門が設置されている。
園内は、早春から初夏にかけて福寿草、桜、シャクナゲ、カッコソウ、クリンソウ、ヤマブキソウの群生、アジサイ、夏は山百合、八重咲きのドクダミ、サルスベリ、秋はハギ、冬はロウバイといった湿性植物や山野草などの200種程の四季折々の花々が一年を通して楽しむことができる。

### 利用案内（鍾乳洞）
- 開洞時間： 9:00〜17:00（4月〜9月）、12月〜3月は 16:00閉洞（最終入場は閉門の鍾乳洞30分前・植物園1時間前）
- 休業日： 4月〜11月無休、12月〜3月は毎週火曜日（祝日の場合は翌日）
- 駐車場： 乗用車47台（無料）、観光バス4台（無料）
  - 第2駐車場： 乗用車100台（無料）

- 料金： 大人400円、小人（小・中学生）150円、小人（小学生以下）。団体割引、身体障害者その他の割引あり。

## 小平の里親水公園
小平の里親水公園（おだいらのさとしんすいこうえん）は、群馬県みどり市の小平の里内にある親水公園。小平の里鍾乳洞公園から群馬県道334号小平塩原線に沿って約300m北上したところに位置している。小平の里からやや離れているため周遊バス（グリーンスローモビリティ無料送迎バス）を運行することもある。

### 概要（親水公園）
1988年（昭和63年）、大間々町（現・みどり市）が小平地区を流れる渡良瀬川の支流・小平川の河川敷に建設し、親水護岸などを整備した（併せて、町内にあった屋内型水車を当園内に移設（後述）。）。小平川の緩やかな清流で水遊びが楽しめ、緑の芝生でくつろげる水と緑の公園として、特に夏場は多くの親子連れでにぎわう。

### 園内の設備
- 親水護岸
- 野口水車保存館
- 水車小屋
- 親水亭（管理棟）
- ねむの木亭（売店） - 焼きまんじゅうなどの飲食物や雑貨を販売。
- 四阿（2棟）
- アスレチック遊具
- トイレ

### 利用案内（親水公園）
- 開園時間： 9:00〜17:00（4月〜9月）、12月〜3月は 16:00閉園
- 休業日： 4月〜11月無休、12月〜3月は毎週火曜日（祝日の場合は翌日）
- 駐車場： 乗用車57台
- 料金： 入園無料（野口水車保存館は別途有料）

### 野口水車保存館
野口水車保存館（のぐちすいしゃほぞんかん）は、小平の里親水公園内にある屋内型水車「野口水車」を保存展示している施設。
野口水車は旧大間々町の材木商・野口商店が、1910年（明治43年）に築造した屋内型水車で、水輪の直径が5.64mと、国内における屋内型の水車としては最大級であった。精米・製粉・撚糸の動力として稼働し地元の産業に活用していくも、戦後、電気が普及して1957年（昭和32年）に稼働を休止。1990年（平成2年）に野口家が町へ寄贈し、地元のからくり職人・刈部文作が約2年かけて復元。1992年（平成4年）4月に永久保存のため、当館（保存館建屋は前年竣工。）に移設し、同年7月より公開された。現在でも当水車を利用して精米・製粉を行い、その精白米や蕎麦粉・うどん粉が小平の里・狸穴亭に提供されている。
保存館の屋外には、茅葺屋根（現在は金属屋根に改装）の水車小屋が1基、親水公園整備と同時に建設された。かつて小平地区を含む小平川流域は精米水車が数十基稼働していた時期があり、下流のあさかわ大橋架橋工事中に出土した石臼が同水車小屋の前に並べ置かれている。
昔ながらの音と雰囲気に満ちた野口水車と保存館は、群馬県の人口が200万人を越えた記念して制作された映画「眠る男」（1996年公開）の撮影舞台にもなり、産業遺産の観光資源としても活用されている。

#### 利用案内（野口水車保存館）
- 開園時間： 9:00〜17:00（4月〜9月）、12月〜3月は 16:00閉園
- 休業日： 4月〜11月無休、12月〜3月は毎週火曜日（祝日の場合は翌日）
- 駐車場： （※小平親水公園を利用）
- 料金： 大人100円、小人（小・中学生）50円、小人（小学生以下）。団体割引、身体障害者その他の割引あり。

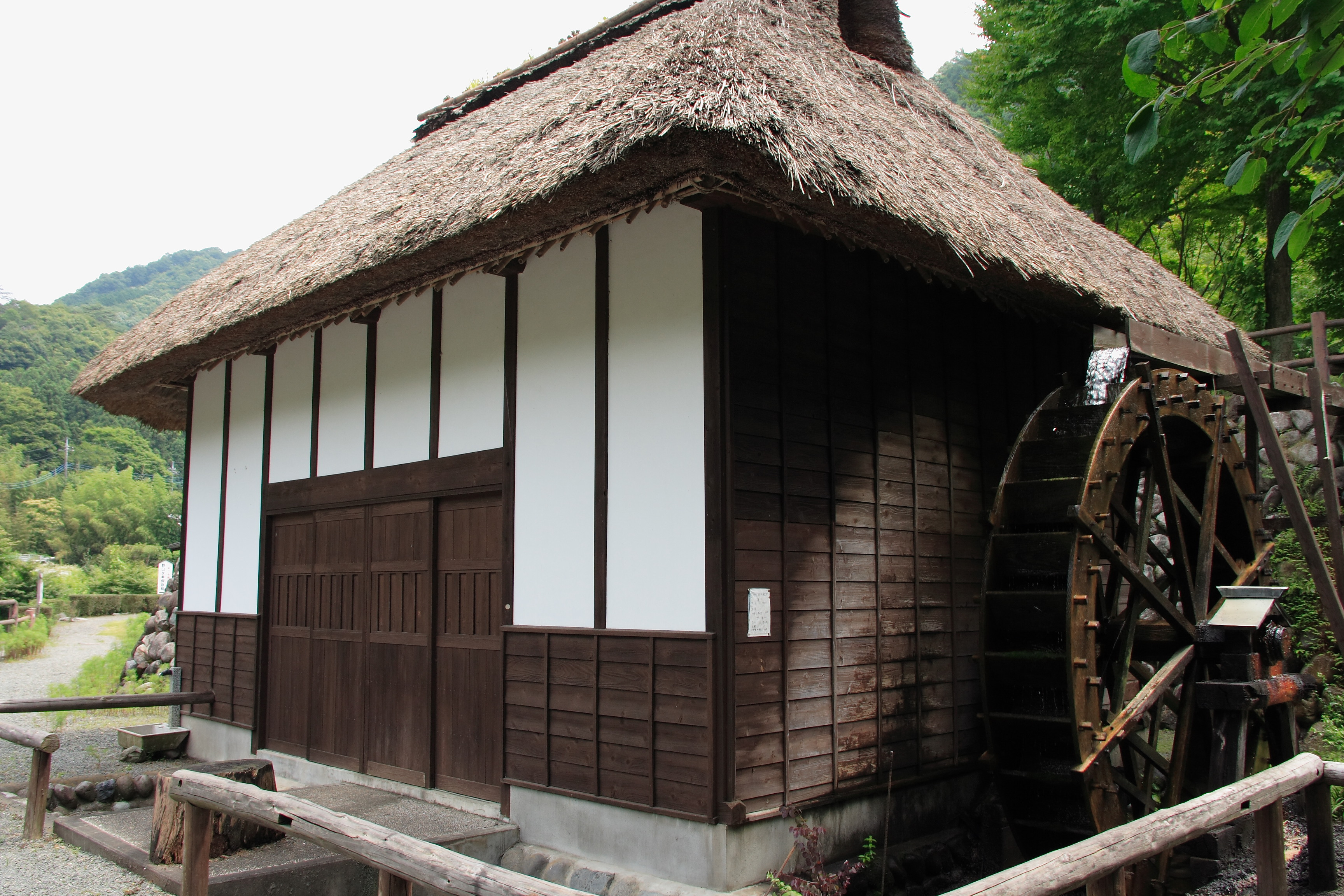
屋外の水車小屋（2008年）
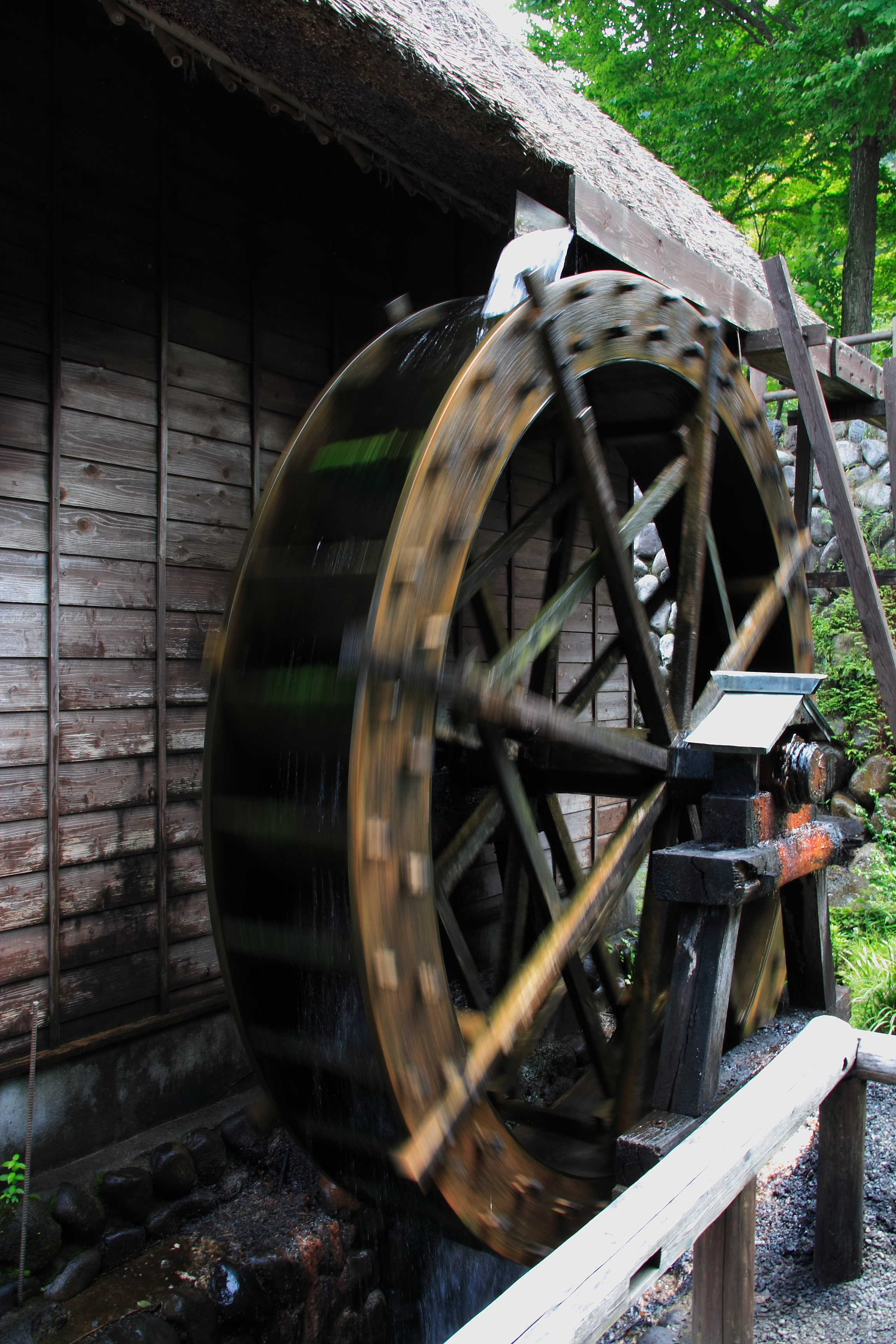
水車小屋の水輪（2008年）

## アクセス
- わたらせ渓谷鉄道「大間々駅」から車で11分。
- 東武桐生線・上毛電鉄「赤城駅」から車で14分。
- 北関東自動車道太田藪塚ICから約25分。
- みどり市「電話でバス」「鍾乳洞前」停留所下車。

### その他
関東ふれあいの道
小平の里が『首都圏自然歩道「関東ふれあいの道」群馬県コース32 紅葉映える峡谷のみち』の経由地に指定されている。
美しい日本の歩きたくなるみち500選
高津戸峡と小平鍾乳洞を巡るみちが美しい日本の歩きたくなるみち500選に選定されている。